# Juanes
Juanes, właściwie Juan Esteban Aristizábal Vásquez (ur. 9 sierpnia 1972 w Carolina del Príncipe) – kolumbijski piosenkarz, gitarzysta i autor piosenek. W latach 80. i 90. członek heavymetalowego zespołu Ekhymosis. Od 1998 artysta solowy.
W 2000 wydał pierwszy solowy album studyjny, zatytułowany Fíjate Bien, który odniósł sukces komercyjny i zapewnił mu trzy nagrody Latin Grammy. Następnie wydał kolejne płyty: Un Día Normal (2002), Mi Sangre (2004), La Vida... Es Un Ratico (2007) i P.A.R.C.E. (2010).

## Życiorys

### Dzieciństwo
Urodził się w Carolina del Príncipe, w departamencie Antioquia. Jego pełne imię i nazwisko brzmi Juan Esteban Aristizabal Vásquez, a przydomek Juanes zawdzięcza ojcu, który tak na niego mówił. Kiedy miał siedem lat, jego ojciec i bracia zaczęli go uczyć gry na gitarze. Jego pasja do tego instrumentu doprowadziła go do odkrycia prostych gatunków muzyki, takich jak tango czy rosyjska muzyka ludowa.
Wychowywał się w Medellín w okresie panowania narkotykowego króla Pabla Escobara, kiedy miasto miało najwyższy na świecie wskaźnik zabójstw. W dzieciństwie Juanes był świadkiem wojny domowej, w której zginęły setki osób. Jako nastolatek przeżył ciężkie chwile związane z zabójstwem kuzyna przez porywaczy, postrzeleniem jego przyjaciela oraz wczesną śmiercią ojca na raka.

### Kariera
W wieku 16 lat Juanes będąc pod wielkim wpływem takich zespołów jak The Beatles i Metallica, w 1988 założył rockowo-thrash metalową grupę Ekhymosis i wydał swój debiutancki album Niño Gigante. Zespół zyskał dużą popularność w Kolumbii, dzielił scenę z takimi wykonawcami jak Alejandro Sanz czy Ricky Martin i wydał w ciągu 10 lat pięć albumów. W 1998 grupa została rozwiązana, a Juanes zdecydował się rozpocząć karierę solową.
Juanes wyjechał do Los Angeles, gdzie spotkał wielokrotnie nagradzanego producenta Gustavo Santaolallę. W wyniku ich współpracy w 2000 ukazała się pierwsza płyta zatytułowana Fíjate Bien.
Druga płyta Juanesa Un Día Normal wydana została zimą 2002. Ustanowił nie pobity do dziś rekord - najdłużej utrzymujący się album latynoski w zestawieniach 10 najlepiej sprzedających się albumów (92 tygodnie). Piosenka otwierająca album, nosząca tytuł „A Dios le pido” była typowym przykładem latynoskiego folkloru i królowała na światowych listach przebojów.
Wydany w 2004 album pt. Mi Sangre zawierał wiele utworów, które okazały się hitami: „Rosario Tijeras”, „Volverte A Ver”, „Qué Pasa”, „Sueños” i przede wszystkim singel „La Camisa Negra”, który zdobył wielką popularność na całym świecie. Płyta była najlepiej sprzedającym się zagranicznym albumem w Finlandii.
W 2005 singiel „La Camisa Negra” został wykorzystany przez włoskich neofaszystów jako ich symbol.
We 2007 wydał czwarty solowy album pt. La Vida... Es Un Ratico. Tytuł ten został zainspirowany przez matkę artysty, która, gdy Juan dowiedział się o śmierci swojej ciotki, powiedziała do niego: „Tranquilo, mi hijo, que la vida es un ratico” („Spokojnie, synku, życie jest tylko chwilą”). W 2008 otrzymał pięć statuetek Latin Grammy, co w sumie daje liczbę 17 nagród.
W ciągu swej kariery Juanes współpracował m.in. z Nelly Furtado, z którą nagrał trzy duety: „Fotografía”, „Powerless” i „Te Busqué”. Przyczynił się też do stworzenia płyty Tony'ego Bennetta, nagrywając z nim utwór „The Shadow Of Your Smile”. Był to pierwszy raz, gdy Juanes zgodził się śpiewać w języku angielskim. Juanes jest również autorem kompozycji piosenki „No Te Cambio” z albumu Pauliny Rubio.
8 lutego 2009 dostał swoją pierwszą amerykańską statuetkę Grammy za płytę pop.

### Działalność charytatywna
Prowadzi działalność charytatywną. Jego fundacja Mi sangre pomaga dzieciom poszkodowanym przez miny przeciwpiechotne, które wciąż stanowią w Kolumbii jeden z poważniejszych problemów. Jako działacz społeczny i filantrop otrzymał liczne nagrody i wyróżnienia, m.in. w 2005 z rąk sir Paula McCartneya. 2006 artysta wystąpił w Los Angeles podczas koncertu Colombia sin minas (Kolumbia bez min) a także zagrał koncert w Parlamencie Europejskim.

## Życie prywatne
6 sierpnia 2004 ożenił się z aktorką i modelką Karen Martínez. Para poznała się cztery lata wcześniej na planie teledysku „Podemos hacernos daño”. W maju 2007 ogłosił separację, jednak po czterech miesiącach małżonkowie wrócili do siebie.

## Dyskografia

### Albumy
- 2000: Fíjate Bien
- 2002: Un Día Normal
- 2004: Mi Sangre
- 2007: La Vida... Es Un Ratico
- 2010: P.A.R.C.E.